# Itsumo Misora
 (mars 2025).
Si vous disposez d'ouvrages ou d'articles de référence ou si vous connaissez des sites web de qualité traitant du thème abordé ici, merci de compléter l'article en donnant les références utiles à sa vérifiabilité et en les liant à la section « Notes et références ».
Itsumo misora (いつも美空) est un manga en 5 tomes de Mitsuru Adachi publiés au Japon en 1998, mais jamais commercialisés à ce jour en français.

## Résumé
C'est l'histoire de jeunes sportifs appartenant au « rental club » qui, comme son nom l'indique, sont « prêtés » aux autres clubs quand un de leurs sportifs fait défaut. Mais ces jeunes disposent de pouvoir paranormaux spécifiques.